# Micropterigídeos
Micropterigídeos (Micropterigidae) é uma família de insectos da ordem Lepidoptera.